# 扶助站
扶助站（：／ Bujo yeok */?）是東海線和槐東線沿線的一座线路所，同時也是槐東線的起點車站，位於韓國庆尚北道庆州市江東面有琴里。

## 历史
- 1918年12月28日，落成使用。
- 2015年4月2日，KTX东海线落成使用。
- 2016年12月30日，编入东海本线，迁至距起点站（釜山镇站）132.1公里处[1][2]。

## 相鄰車站
韓國鐵道公社
東海線
安康－扶助信號場－浦項（新站）
槐東線
扶助－孝子